# 大澳關帝古廟
22°15′17″N 113°51′44″E / 22.25468°N 113.86219°E

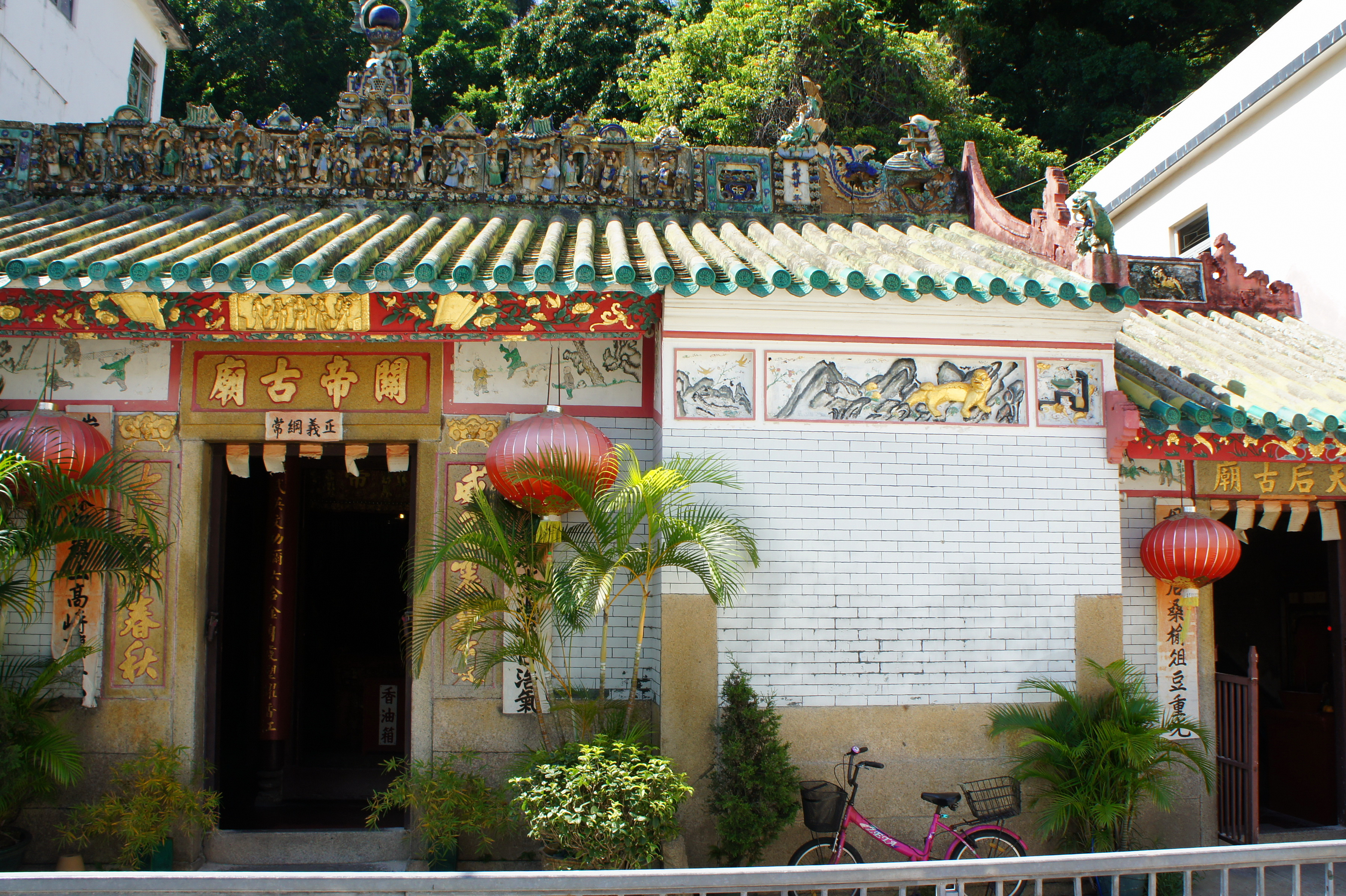
大澳關帝古廟

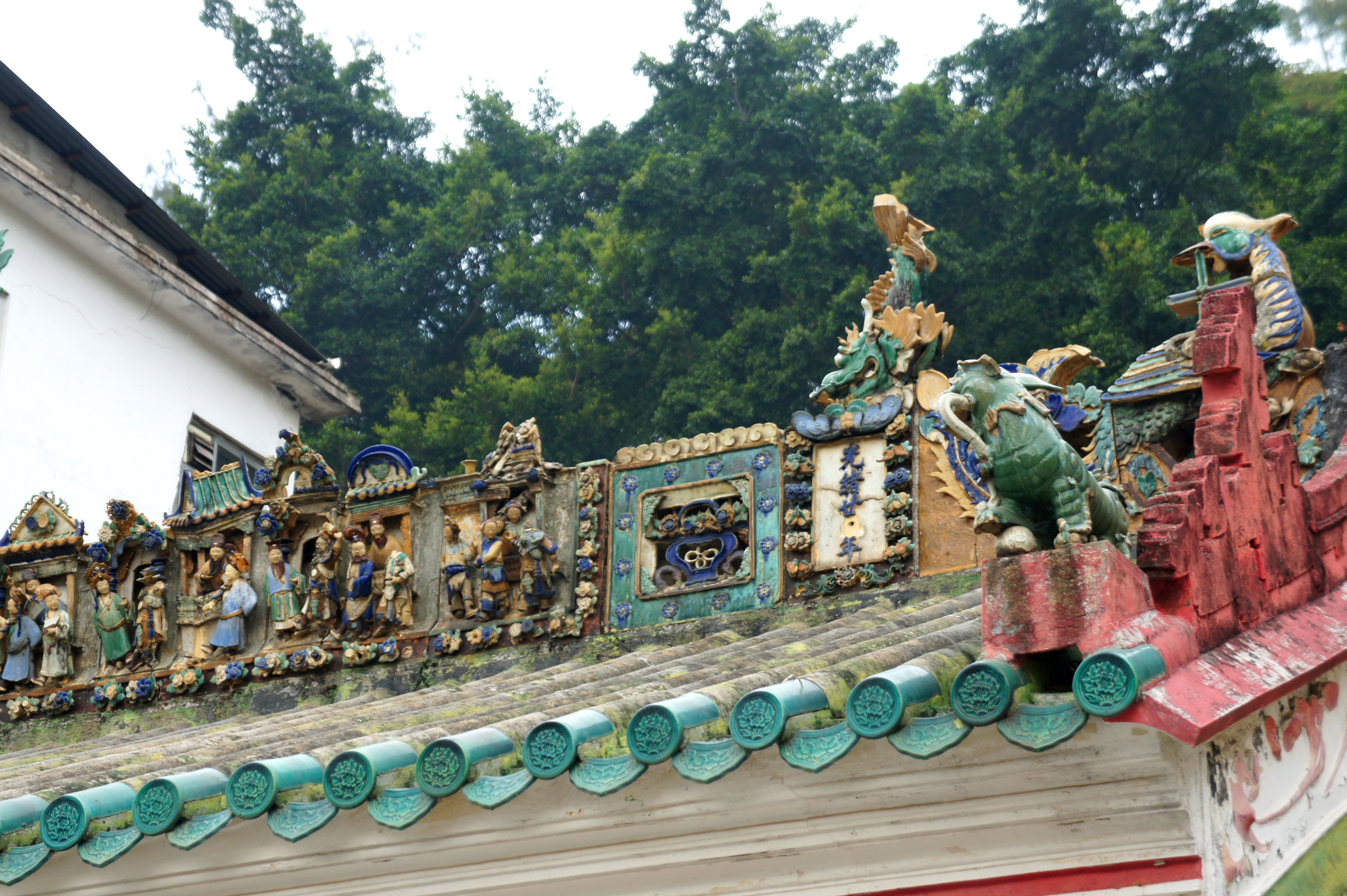
大澳關帝古廟屋脊的陶瓷雕塑，有「光緒廿□年」的字樣。

大澳關帝古廟是香港一所關帝廟，位於新界大嶼山大澳，建於明朝弘治年間（1488年至1505年），為區內歷史悠久的廟宇。該廟曾於清朝乾隆六年（1741年）、咸豐二年（1852年）、光緒廿九年（1903年）、1959年及1975年重修，已被列為香港二級歷史建築。
大澳關帝古廟正殿中央供奉有關帝，神檯兩旁左面有張仙、周倉，右面有關平、黃靈公，正殿兩側另供奉都天王、當年太歲、华佗，正門兩側供奉土地和門官。另有供奉財帛星君、漁頭大王、兩神馬及僕役。